# Casabó

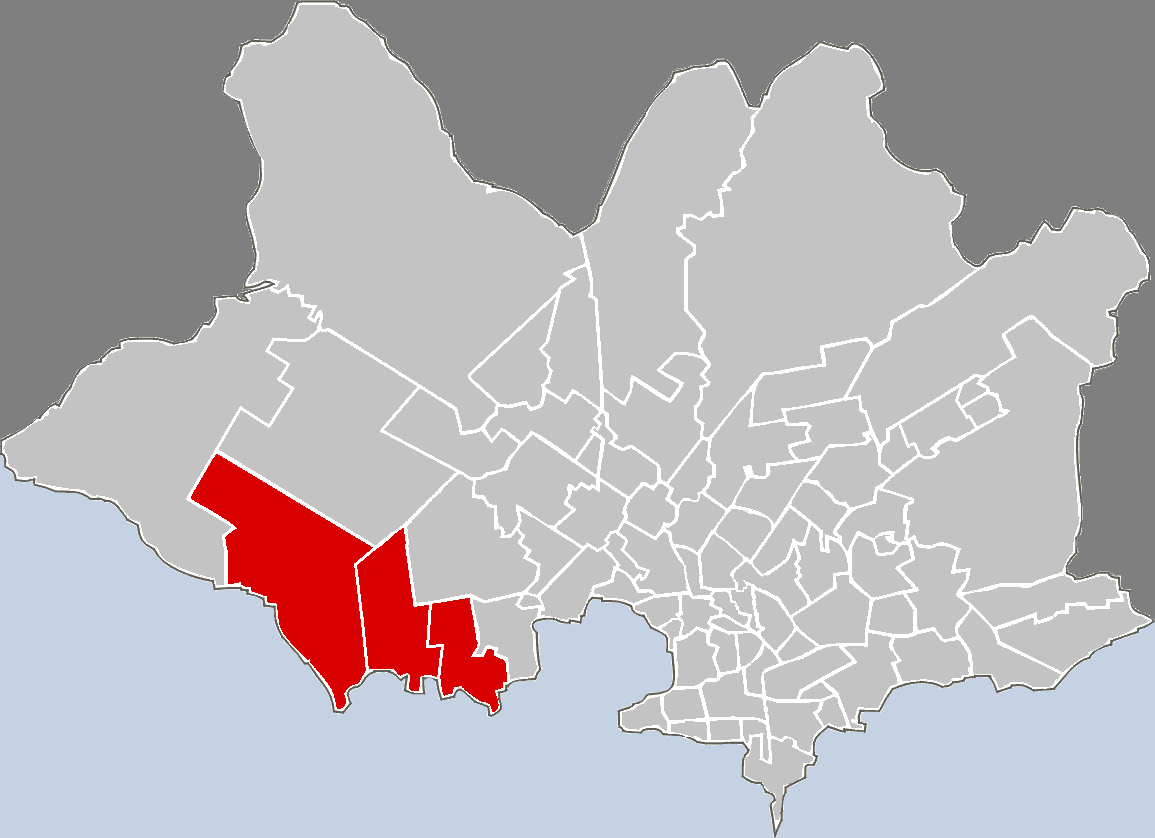
Lage von Casabó - Pajas Blancas in Montevideo

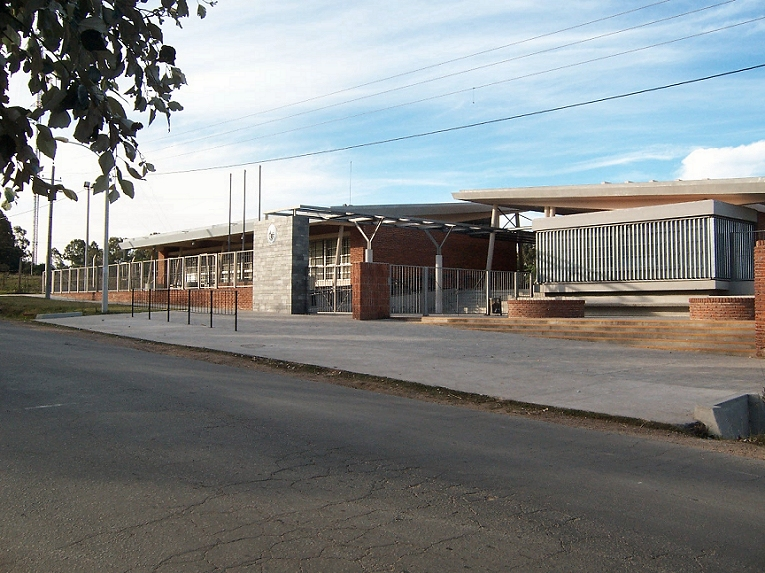
Schule "Santa Catalina" in Casabó

Casabó ist ein Stadtviertel (spanisch barrio) der uruguayischen Hauptstadt Montevideo.

## Lage
Es bildet mit Pajas Blancas das gemeinsame Viertel Casabó - Pajas Blancas. Casabó befindet sich im südwestlichen Teil des Departamentos Montevideo am Fuße des westlichen Hangs des Cerro de Montevideo. Begrenzt wird das Barrio durch die Straßen Oficial 6, Holanda, Calle 10 und Lituania sowie das Areal der einstigen Frigorífico Nacional.

## Geschichte
Gegründet wurde Casabó am 18. Juli 1921. Im Barrio, dass zu jener Zeit bereits über die sanitäre Grundversorgung, elektrisches Licht, gepflasterte Straßen und eine Verkehrsanbindung zur Fortaleza del Cerro verfügte, war er es seinerzeit möglich, ein Haus mit zwei bis vier Schlafzimmern für einen Barzahlungsbetrag in Höhe von 120 Pesos und einem Restabtrag in monatlichen Raten zu erwerben. Mindestens seit Ende des 20. Jahrhunderts und zu Beginn des 21. Jahrhunderts zählt Casabó zu den ärmeren Stadtteilen Montevideos, ist von bescheidener Architektur geprägt und hat mit Problemen in der Sanitärversorgung sowie mit Verschmutzung und Überschwemmungen zu kämpfen.

## Einwohner
Im Barrio Casabó leben (Stand: 2006) rund 3.500 Familien. Für das zusammengesetzte Viertel Casabó - Pajas Blancas wird festgehaltem, dass es zu denjenigen Montevideos gehört, die in der jüngeren Vergangenheit das größte Bevölkerungswachstum zu verzeichnen haben. So wurde für Casabó / Pajas Blancas zwischen den Volkszählungen 1985 und 1996 eine Verdoppelung der Einwohnerzahlen festgestellt. Bei der Erhebung 2004 war sodann ein Zuwachs von 22,4 Prozent zu verzeichnen.